# Conrad Caspar Rordorf
Conrad Caspar Rordorf, auch Rohrdorf (* 26. November 1800 in Zürich; † 29. Oktober 1847 bei Round Top, Fayette County, Texas), war ein Schweizer Aquatinta-Radierer und Landschaftsmaler.

## Leben

Unspunnen mit Jungfrau, kolorierte Aquatinta von Rordorf nach Wetzel

Rordorf, Sohn eines Schneiders und Likörfabrikanten, war Schüler des Zürcher Landschaftsmalers Johann Jakob Wetzel (1781–1834), dessen Landschaftsbilder er unter anderem in dem Werk Voyages pittoresques aux lacs de la Suisse als Stecher druckgrafisch umsetzte. Besonders verstand er sich auf die Herstellung von Panoramen. Seit 1826 lebte er in Dresden, von 1828 bis 1834 in Heidelberg, wo er am 9. April 1829 Anna Elisabetha Steitz heiratete. 1840 hielt er sich in Düsseldorf auf. 1846 gehörte er zu den fünf Gründungsmitgliedern des in Bonn gegründeten Naturforschenden Vereins in Texas, der die Aufgabe hatte, nach Texas zu reisen, dort Naturalien zu sammeln und zwecks Aufbaus eines Museums nach Deutschland zu schicken. Im Januar 1847 kam die Reisegruppe mit dem Schiff von Antwerpen im texanischen Galveston an. Zusammen mit Alwin Sörgel (1815–1875) trennte er sich von ihr. Er gelangte nach New Braunfels, wo er im Auftrag des Vereins zum Schutze deutscher Einwanderer Landschaften zeichnete, auch das Panorama der Stadt Neu-Braunfels in Texas. Ende Oktober 1847 begleitete Rordorf Hermann Spieß, den Generalkommissar des Vereins, als dieser die dem Verein gehörende Plantage Nassau, die an Fredéric Armand Strubberg verpachtet war,  gewaltsam wieder in ihren Besitz nehmen wollte. Bei diesem Ereignis kam es zu einer Schießerei, die neben einer Person auf der Seite Strubbergs auch Rordorf das Leben kostete. Die Zeichenmappe Rordorfs mit über vierzig Zeichnungen fiel in die Hände Strubbergs.

## Werke (Auswahl)
- Illustrationen zu Panorama von Heidelberg, seinem Schlosse und seinen Umgebungen. Panorama de la Ville de Heidelberg, de son Chateau et de ses Environs. Engelmann, Heidelberg 1828.
- Illustrationen zu Panorama vom Niederwald bey Rüdesheim. Engelmann, Heidelberg 1828 (dilibri.de).
- Illustrationen zu Johann Metzger: Beschreibung des Heidelberger Schlosses und Gartens. Heidelberg 1829 (books.google.de).
- Illustrationen zu Wegweiser durch den Schwetzinger Garten. Engelmann, Heidelberg 1830 (Digitalisat).
- Panorama der Stadt Neu-Braunfels in Texas, aufgenommen von der Südwestseite in Sommer 1847, kolorierte Lithografie von Julius Tempeltey nach einer Zeichnung von Rordorf in: Special-Karten der Besitzungen des Texas Vereines nebst einer Generalkarte des Staates Texas nach den durch Congressbeschluss von Sept. 1850 in Washington neuerdings festgestellten Grenzen und einer Instruction für deutsche Auswanderer. Gebrüder Delius, Berlin 1851 (Digitalisat).